# Nermin Crnkić
Nermin Crnkić (Novi Grad, Bosnia y Herzegovina; 31 de agosto de 1992-Míchigan, Estados Unidos; 5 de agosto de 2023) fue un futbolista bosnio que jugó en la posición de extremo.

## Carrera

### Equipos
| Periodo   | Club                    |
| --------- | ----------------------- |
| 2011      | Färila IF               |
| 2011      | Sandvikens IF           |
| 2012-2013 | Flint City Bucks        |
| 2013–2016 | FK Jablonec             |
| 2013–2014 | → 1. SC Znojmo (cedido) |
| 2016      | SK Slovan Bratislava    |
| 2016–2017 | FK Sarajevo             |
| 2018      | Rot-Weiß Erfurt         |
| 2018–2021 | FK Tuzla City           |

## Logros
- USL PDL Great Lakes (1): 2012
- Supercopa de la República Checa (1): 2013

## Muerte
Crnkić fue encontrado muerto en su departamento en Michigan el 5 de agosto de 2023 luego de pasar por problemas de salud desde hace algún tiempo. Se reportó que la causa de su muerte fue un ataque cardíaco.